# Philip R. Lane
Philip Richard Lane (* 27. August 1969) ist ein irischer Ökonom und seit Juni 2019 Mitglied des Direktoriums sowie Chefvolkswirt der Europäischen Zentralbank. Zuvor war er von 2015 bis 2019 Präsident der Zentralbank von Irland.

## Leben
Philip R. Lane studierte Volkswirtschaftslehre am Trinity College Dublin, wo er 1991 mit einem Bachelor abschloss. Sein Studium setzte er danach an der Harvard University in den USA fort und erhielt dort 1993 einen Masterabschluss. Anschließend nahm er in Harvard ein Promotionsstudium auf und wurde 1995 mit der Arbeit Essays in International Macroeconomics promoviert. Danach arbeitete er zwei Jahre als Assistenzprofessor für Volkswirtschaftslehre und Internationale Beziehungen an der Columbia University. 1997 kehrte er als Hochschullehrer an das Trinity College Dublin zurück. Von 2002 bis 2008 war er dort Leiter des interdisziplinären Institute for International Integration Studies, das sich mit Fragen der Globalisierung beschäftigte. 2004 erhielt er am Trinity College eine Professur für Internationale Makroökonomie, 2012 wurde er „Whately Professor of Political Economy“.
Zusätzlich ist Lane seit 1997 Fellow am Centre for Economic Policy Research in London sowie seit 2005 am Institut für Weltwirtschaft in Kiel. 2007 nahm ihn die Royal Irish Academy als Mitglied auf.
Im November 2015 wurde Lane Präsident der irischen Zentralbank. Die Finanzminister der Euro-Gruppe schlugen ihn im Februar 2019 als Nachfolger von Peter Praet als nächsten Chefvolkswirt der Europäischen Zentralbank vor. Nach erfolgter Bestätigung durch den Europäischen Rat trat er daraufhin im Juni 2019 sein Amt im Direktorium der EZB an.
2001 erhielt er den in diesem Jahr erstmals vergebenen Germán-Bernácer-Preis.
Lane ist Fan des Fußballclubs FC Liverpool.

## Geld- und Wirtschaftspolitische Positionen
Geldpolitisch gilt Philip R. Lane als so genannte „Taube“, also als Anhänger einer lockeren Geldpolitik. In der Phase der stark steigender Inflationsraten seit 2021 stemmte sich Lane gegen Zinserhöhungen mit dem Argument, dass die Inflation bald wieder auf 2 % sinken werde. Erst als es offensichtlich wurde, dass er damit falsch lag, wurde seine Redezeit bei EZB-Sitzungen gekürzt, um finanzpolitisch ausgewogeneren Sitzungsteilnehmern mehr Gewicht zu geben.
In seiner Amtszeit als Notenbankchef in Irland hat Lane immer wieder gefordert, der Staat müsse mit seinem Geld vorsichtig umgehen. Im Sommer 2018 mahnte er „ehrgeizigere Haushaltsüberschüsse“ an. Lane unterstützt europäische Anleihen in Form von so genannten „Esbies“, bei denen Eurostaaten gemeinsam Geld leihen und jedes Land nach seinem Kapitalanteil haftet.

## Werke
- Herausgegeben mit Mick Devereux, Cyn-Young Park und Shang-Jin Wei: The Dynamics of Asian Financial Integration: Facts and Analytics, Routledge, 2010.